# 大阪株式取引所
大阪株式取引所（おおさかかぶしきとりひきじょ）は、日本二番目の公的な証券取引機関。戦前の大阪における、経済の中心地でもあった。五代友厚により1878年（明治11年）設立、1943年（昭和18年）に全国の11株式取引所が統合され日本証券取引所となり廃止。旧大阪株式取引所は、日本証券取引所の支所（大阪支所）となる。戦後は、大阪証券取引所として新たに事業を開始する。また、自社銘柄である大阪株式取引所の株式及びその新株は当時の上場株式の中でも花形銘柄とされていた。

## 沿革
- 1878年（明治11年）
  - 5月4日 - 根拠法である株式取引所条例（太政官布告第8号）が制定。
  - 6月 - 大阪株式取引所（株式会社組織）として設立の免許を受ける。
  - 8月 - 新･旧公債及び秩禄公債3種につき現場（現物）と定期の2取引で売買取引を開始。
- 1879年（明治12年）1月 - 最初の株式取引として自己の株式の取引を開始。
- 1922年（大正11年）9月 - 短期清算取引を開始。
- 1935年（昭和10年）4月 - 新市場館が落成。
- 1943年（昭和18年）6月 - 戦時統制機関への改編で日本証券取引所に統合され、解散。大阪支所として使用。
- 1945年（昭和20年）8月 - 終戦に伴い立会が停止。
- 1947年（昭和22年）4月 - 日本証券取引所の解散。

## 根拠法
- 1878年5月 - 制定：株式取引所条例（太政官布告第8号）

## 上場証券
- 公債
- 株式